# Crioablazione
La crioablazione è una tecnica di criochirurgia per l'asportazione di tessuto biologico malato. Una delle sostanze utilizzate nei dispositivi per la generazione del freddo intenso necessario è il gas argon.

## Applicazioni
Fra i vari campi di applicazione, la crioablazione utilizzata normalmente per la cura delle lesioni della prostata e dei reni, recentemente viene utilizzate per le neoplasie della ossa, del fegato e della mammella e per il trattamento dei tumori alla prostata e nella cura della fibrillazione atriale.
Nel 2025 è stata utilizzata anche per casi selezionati di tumore alla mammella mediante sedute ambulatoriali di 30 minuti. Viene guidata da un'ecografia: praticata un'incisione cutanea millimetrica, viene introdotta un’agosonda di 17 gauge in grado di creare una sfera di ghiaccio (iceball) attorno alla lesione tumorale, causandone la necrosi cellulare mediante fasi alternate di congelamento per decompressione di argon e scongelamento tramite riscaldamento elettrico. Nel caso del tumore alla mammella, la crioablazione percutanea è un trattamento alternativo alla chirurgia, specialmente per le pazienti anziane e con comorbidità, sebbene essa, al 2025, non sia presente nelle linee guida che indicano gli standard di cura.